# Xã Richland, Quận Miami, Indiana
Xã Richland (tiếng Anh: Richland Township) là một xã thuộc quận Miami, tiểu bang Indiana, Hoa Kỳ. Năm 2010, dân số của xã này là 1.179 người.